# Дунаевский, Евгений Викторович
Евгений Викторович Дунаевский (1889 — 1941) — писатель, лингвист и переводчик.

## Биография
Известно, что в юности переписывался с А. А. Блоком. Принимал участие в Персидской кампании — в 1915-1918 гг. служил помощником начальника врачебного отряда в составе Отдельного Кавказского кавалерийского корпуса. После расформирования корпуса несколько лет жил в Тегеране, затем решил вернуться в Советскую Россию. В 1925-1929 гг. работал в Наркомате торговли СССР. В 1930 г. выпустил в издательстве «Московский рабочий» книгу «Ворота Востока. Персидские повести». Написал также роман «Реза» (не опубликован) — о Реза-шахе Пехлеви, правителе Ирана того времени.
Один из первых в советское время переводчиков персидской поэзии. В 1935 году Дунаевский выпустил в издательстве Academia свои переводы с фарси: отдельными книгами — фрагмент поэмы «Хосров и Ширин» Низами и сборник лирики Хафиза, в составе сборника "Восток. Книга вторая" — рубаи и поэму «Саки-Намэ» Хафиза и избранные стихи из «Дивана Шамса Табризского» Руми. Для Academia также переводил Шиллера, а для Госиздата — Гейне. В архиве издательства Academia хранится небольшое количестве переводов Е. В. Дунаевского из П. Верлена. В журнале «Литературная учёба» за № 8 в 1938 опубликовал статью «Искусство перевода». 
Арестован в феврале 1939 г. В процессе следствия признался, что является «агентом английской разведки» и занимался «сбором шпионских сведений» через знакомых лиц. Некоторое время находился в заключении вместе с польским писателем А. Ватом. Формально оставался под следствием до эвакуации Внутренней тюрьмы НКВД из Москвы в середине октября 1941 г. Расстрелян 6 ноября 1941 г. в Тамбове на основании предписания наркома внутренних дел СССР № 2756/Б (фактически — внесудебного смертного приговора в отношении 25 подследственных, вывезенных в областные тюрьмы НКВД). Реабилитирован посмертно.